# Jan Němec
Jan Němec (Praag, 12 juli 1936 – aldaar, 18 maart 2016) was een Tsjechisch regisseur.

## Levensloop en carrière
Jan Němec begon met films te maken in 1960. Tijdens de Praagse Lente ontvluchtte hij Tsjechië. Hij zou er pas in 1989 na de Fluwelen Revolutie terugkeren. Tussen 1964 en 2009 maakte hij elf langspeelfilms.
Hij overleed in 2016 op 79-jarige leeftijd.
- Bibsys: 7072418
- Bibliothèque nationale de France: cb14626760d (data)
- Gemeinsame Normdatei: 129198811
- International Standard Name Identifier: 0000 0001 0858 2728
- Library of Congress Control Number: no96005064
- Nationale Bibliotheek van Tsjechië: jk01083061
- Nationale Bibliotheek van Polen: a0000002374173
- Nederlandse Thesaurus van Auteursnamen: 315960701
- Istituto Centrale per il Catalogo Unico: SGEV023779
- LIBRIS: 393859
- Système universitaire de documentation: 134122259
- Virtual International Authority File: 67539053
- WorldCat: E39PBJyMfYhqDt8kgtTwjKf6rq